# Zilverkeeltangare
De zilverkeeltangare (Tangara icterocephala) is een zangvogel uit de familie Thraupidae (tangaren).

## Verspreiding en leefgebied
Deze soort telt 3 ondersoorten:
- T. i. frantzii: Costa Rica en westelijk Panama.
- T. i. oresbia: het westelijke deel van Centraal-Panama.
- T. i. icterocephala: van oostelijk Panama tot westelijk Ecuador.